# Dinghai

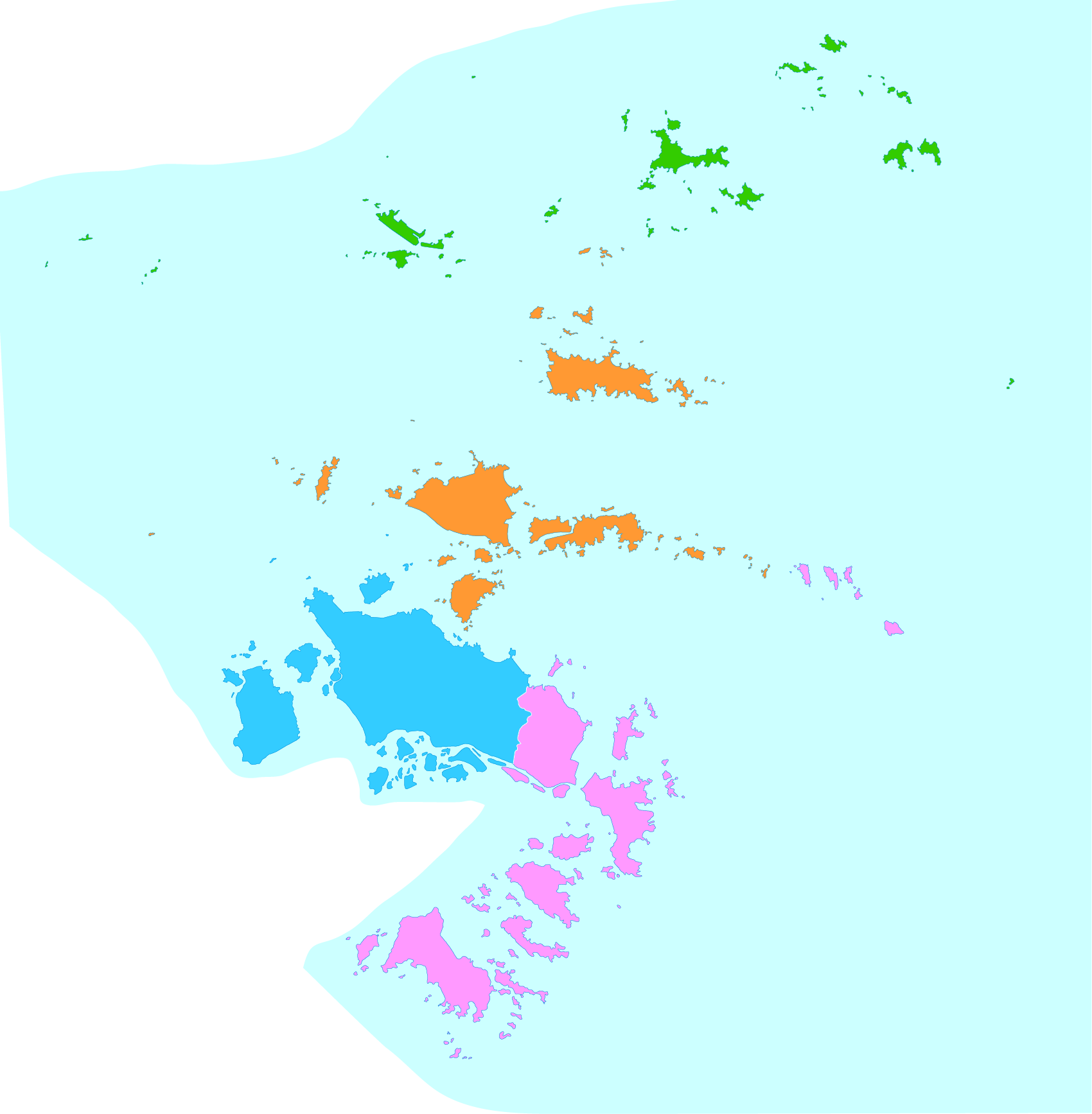
Dinghai im Südwesten von Zhoushan

Der Stadtbezirk Dinghai (chinesisch 定海区, Pinyin Dìnghǎi Qū) ist ein Stadtbezirk der bezirksfreien Stadt Zhoushan in der südostchinesischen Provinz Zhejiang. Die Fläche beträgt 536,5 Quadratkilometer und die Einwohnerzahl 500.030 (Stand: Zensus 2020).

## Administrative Gliederung
Auf Gemeindeebene setzt sich Dinghai aus sechs Straßenvierteln, sieben Großgemeinden und drei Gemeinden zusammen. Diese sind:
- Straßenviertel Jiefang (解放街道)
- Straßenviertel Changguo (昌国街道), Regierungssitz von Zhoushan
- Straßenviertel Huannan (环南街道)
- Straßenviertel Chengdong (城东街道)
- Straßenviertel Yancang (盐仓街道)
- Straßenviertel Lincheng (临城街道)

- Großgemeinde Jintang (金塘镇)
- Großgemeinde Cengang (岑港镇)
- Großgemeinde Xiaosha (小沙镇)
- Großgemeinde Shuangqiao (双桥镇)
- Großgemeinde Baiquan (白泉镇)
- Großgemeinde Ganlang (干缆镇)
- Großgemeinde Ma'ao (马岙镇)

- Gemeinde Changbai (长白乡)
- Gemeinde Cezi (册子乡)
- Gemeinde Beichan (北蝉乡)